# 戈伊恰鄉

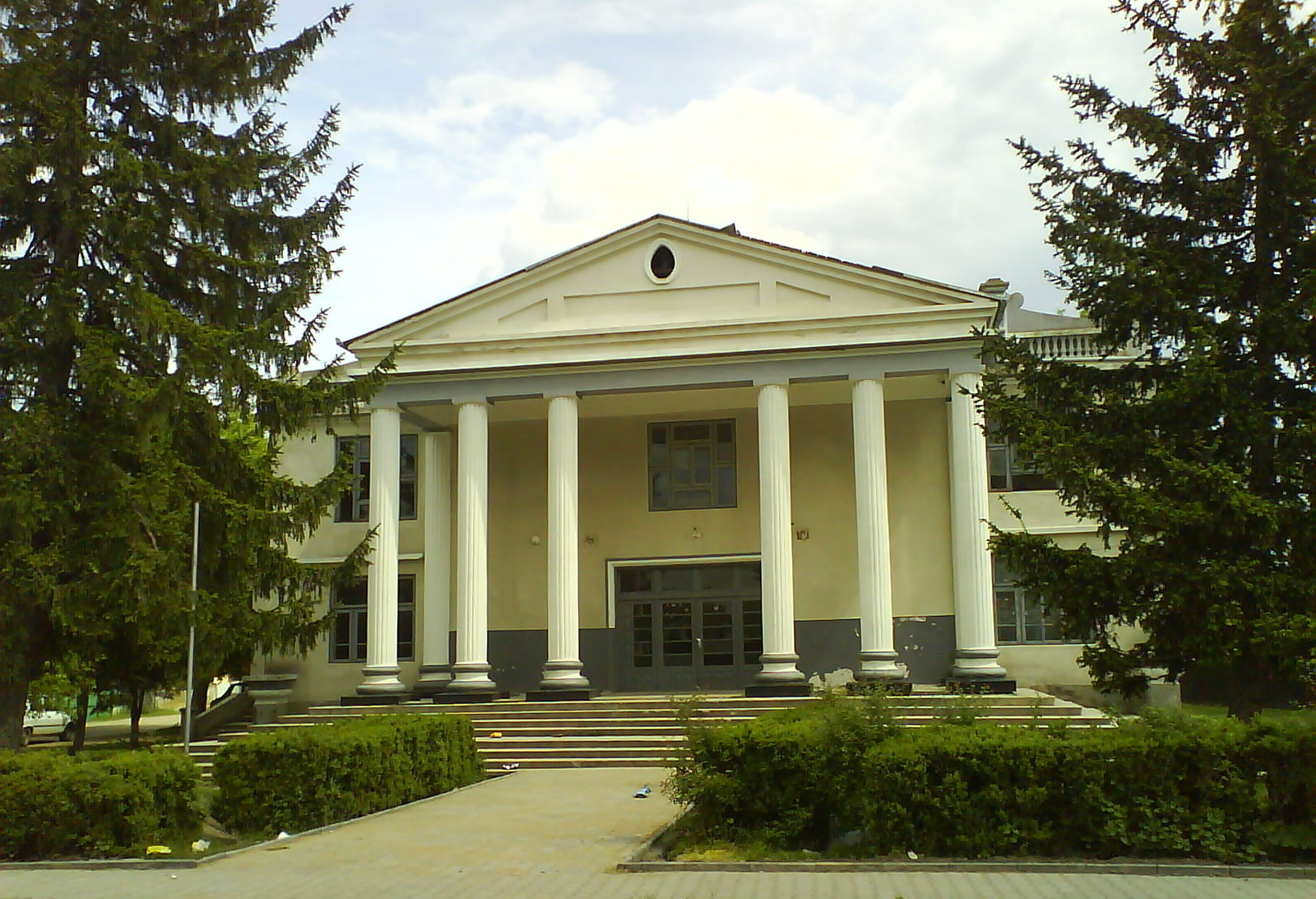

43°55′N 23°37′E / 43.917°N 23.617°E
戈伊恰鄉（羅馬尼亞語：Comuna Goicea, Dolj），是羅馬尼亞的鄉份，位於該國西南部，由多爾日縣負責管轄，處於布加勒斯特以西210公里，每年平均降雨量906毫米，海拔高度20米，2007年人口2,882。